# QBittorrent

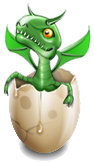
qBittorrentのマスコット

qBittorrent はクロスプラットフォームのフリーオープンソースソフトウェアのBitTorrentクライアント、C++で記述されたネイティブアプリケーションである。Boost、Qtツールキット（バージョン 4 or 5）、libtorrent-rasterbarライブラリ（torrentバックエンドのため）を使用して作られている。オプションの検索エンジンはPythonで記述されている。

## 沿革
qBittorrentは、2006年3月にフランスのUniversité de technologie de Belfort-Montbéliard（ベルフォール・モンベリヤール工科大学）のChristophe Dumezによって開発された。
現在は世界中の協力者が開発に参加しており、資金は寄付によって提供されている。2013年6月にプロジェクトメンテナーに就任したギリシャ出身のSledgehammer999が開発を主導している。

## 機能
例えば、帯域幅スケジューラやすべてのトラフィックを特定のインターフェイスにバインドである。
その他にも、トレント、トラッカー、ピアの制御 やクロスプラットフォーム、プライベートトレントやIP フィルタリング、統合されたRSSフィードリーダーやダウンローダー、統合されたトレント検索エンジンや順次ダウンロード、トレント作成ツールや約70の言語で利用可能などがある。

## バージョン
qBittorrent は、FreeBSD、Linux、macOS、OS/2、Windows を含む多くのオペレーティング システムで利用できる。
2017年7月現在、SourceForgeの統計によると、サポートされているすべてのプラットフォームで最も人気のあるqBittorrentのバージョンは、Windows用のものであり、全体の81％である。
2020年5月現在、FossHubの統計によると、qBittorrentは7500万以上のダウンロード数で2番目にダウンロード数の多いソフトウェアである。
Linux ディストリビューション用のパッケージが用意されており、ほとんどのパッケージは公式チャンネルを通じてさまざまなディストリビューションに提供されている。